# The Nothing (álbum de Korn)
The Nothing es el decimotercer álbum de estudio de la banda de nu metal, Korn. Fue lanzado el 13 de septiembre de 2019 bajo el sello Roadrunner Records, el cual fue producido por Nick Raskulinecz. Ray Luzier, baterista de la banda, comentó -acorde al portal Blabbermouth- “creo que si eres un fanático incondicional de Korn, vas a enloquecer [cuando escuches] este nuevo disco, porque suena como Korn [en el] 2019, pero tiene elementos del pasado”, agregó Luzier “Si escuchas este disco de principio a fin, es una cosa mentalmente agotadora en el buen sentido”.
El primer video musical del álbum corresponde a la canción You'll Never Find Me. dirigido por Andrej Gavriss y se lanzó el 18 de julio de 2019. El clip está protagonizado por Roland Kilumbu, de Black Panter, como una versión joven del científico Guyron Barnes, y D’Artagnan Woods (Cycles) como una versión un poco más vieja, que parece envejecer rápidamente mientras hace experimentos con un cristal azul extraído de un cráter de meteorito, terminando con él cubierto de un musgo verde mortal que destruye a sus compañeros de laboratorio.

## Críticas
Desde los misteriosos riffs de guitarra hasta los sonidos disonantes en las voces y guitarras, “You'll Never Find Me” trae consigo el sonido más fiel al Korn más clásico.
Guitarra afilada y ritmos atronadores se casan con electro muestras, presentando una escena de algo oscuro y misterioso. Sintiéndose manipulado y arrastrado hacia abajo por la oscuridad de la vida, el protagonista; Jonathan, llega al punto de ruptura de querer respuestas de esta poderosa presencia. Es en el coro donde parece adoptar una posición de fuerza y apertura, el sonido hermético de la canción refleja esto.
“You'll Never Find Me” tiene calificaciones de 54/100 según los usuarios en el portal albumoftheyear y de 3.02 / 5.0 en el portal rateyourmusic.

## Listado de canciones
| N.º | Título                        | Duración |  |
| 1.  | «The End Begins» (Intro)      | 1:31     |  |
| 2.  | «Cold»                        | 3:46     |  |
| 3.  | «You’ll Never Find Me»        | 3:41     |  |
| 4.  | «The Darkness Is Revealing»   | 3:40     |  |
| 5.  | «Idiosyncrasy»                | 4:39     |  |
| 6.  | «The Seduction of Indulgence» | 1:43     |  |
| 7.  | «Finally Free»                | 3:53     |  |
| 8.  | «Can You Hear Me»             | 2:53     |  |
| 9.  | «The Ringmaster»              | 3:01     |  |
| 10. | «Gravity of Discomfort»       | 3:35     |  |
| 11. | «H@rd3r»                      | 4:47     |  |
| 12. | «This Loss»                   | 4:41     |  |
| 13. | «Surrender to Failure»        | 2:21     |  |

## Personal
- Jonathan Davis – voz principal, gaita
- James “Munky” Shaffer – guitarra
- Reginald “Fieldy” Arvizu – bajo
- Brian “Head” Welch – guitarra
- Ray Luzier – batería, percusión
- Nick Raskulinecz – Productor